# Plus de diva
Albums de Julie Zenatti
La Boîte de Pandore
(2007) Blanc
(2015)
Plus de Diva est le cinquième album de la chanteuse Julie Zenatti sorti en 2010. 
Il s'est actuellement vendu à 17 000 exemplaires en France.

## Liste des pistes
| No  | Titre                            | Durée |
| --- | -------------------------------- | ----- |
| 1.  | Appelez-Moi Maria                | 5:38  |
| 2.  | Le Journal De Julie Z (Intro)    | 1:37  |
| 3.  | Venise 2037                      | 3:42  |
| 4.  | L'Herbe Tendre                   | 4:06  |
| 5.  | Une Tête À Deux Places           | 3:28  |
| 6.  | Comme Une Geisha                 | 3:31  |
| 7.  | Sweden Syndrome                  | 4:51  |
| 8.  | Entre L'Amour Et Le Confort      | 4:13  |
| 9.  | Diva Rouge                       | 5:47  |
| 10. | L'Un Souffre, L'Autre S'Ennuie   | 3:51  |
| 11. | Les Klaxons Des Mariages De Juin | 3:03  |
| 12. | Une Grande Rousse Aux Yeux Verts | 3:59  |
| 13. | Ma Douleur Est Un Cheval         | 4:48  |
| 14. | Le Journal De Julie Z (Outro)    | 4:18  |